# Odontocera hilaris
Odontocera hilaris är en skalbaggsart som beskrevs av Bates 1873. Odontocera hilaris ingår i släktet Odontocera och familjen långhorningar. Inga underarter finns listade i Catalogue of Life.